# Walter Mittelholzer
Walter Mittelholzer, född 2 april 1894, död 9 maj 1937, var en schweizisk 
flygpionjär. Han var aktiv som pilot, fotograf, författare och en av de första som startade ett flygbolag.

## Biografi
Mittelholzer föddes i Sankt Gallen som son till en bagare. Han tog flygcertifikat 1917 och året efter blev han pilot i flygvapnet. 5 november 1919 grundade han, tillsammans med flygaren och flygplanskonstruktören Alfred Comte, Comte, Mittelholzer & Co., ett företag som arbetade  med flygfotografering och passagerartrafik. Några månader senare fusionerade bolaget med Ad Astra Aero där Mittelholzer blev chefspilot. 
År 1923 flög Mittelholzer och den tyska piloten Arthur Neumann på en rekognoseringsflygning till Spetsbergen i ett Junkers monoplan där de bland annat såg resterna av August Andrées ballonghus i Virgohamna från luften 
och vintern 1924/25 flög han till Teheran på uppdrag av den persiska regeringen. År 1927 flög Mittelholzer med ett sjöflygplan från Zürich till Kapstaden i Sydafrika och i januari 1930 flög han som den första någonsin över Kilimanjaro i Kenya. Senare samma år flög han bland annat till Algeriet och Tchad.
När Swissair bildades 1931, genom en sammanslagning av flygbolagen Ad Astra Aero och Balair, utsågs Mittelholzer till teknisk direktör för bolaget. Han omkom 1937 i en olycka på Hochschwabmassivet i Steiermark i Österrike.

## Eftermäle
Mittelholzer avbildades, tillsammans med andra schweiziska flygpionjärer på en serie frimärken i januari 1977. Hans omkring 18 500 efterlämnade  fotografier finns på ETH-bibliotekets bildarkiv i Zürich.

## Galleri

En Junkers F 13 över Teheran, cirka 1925.
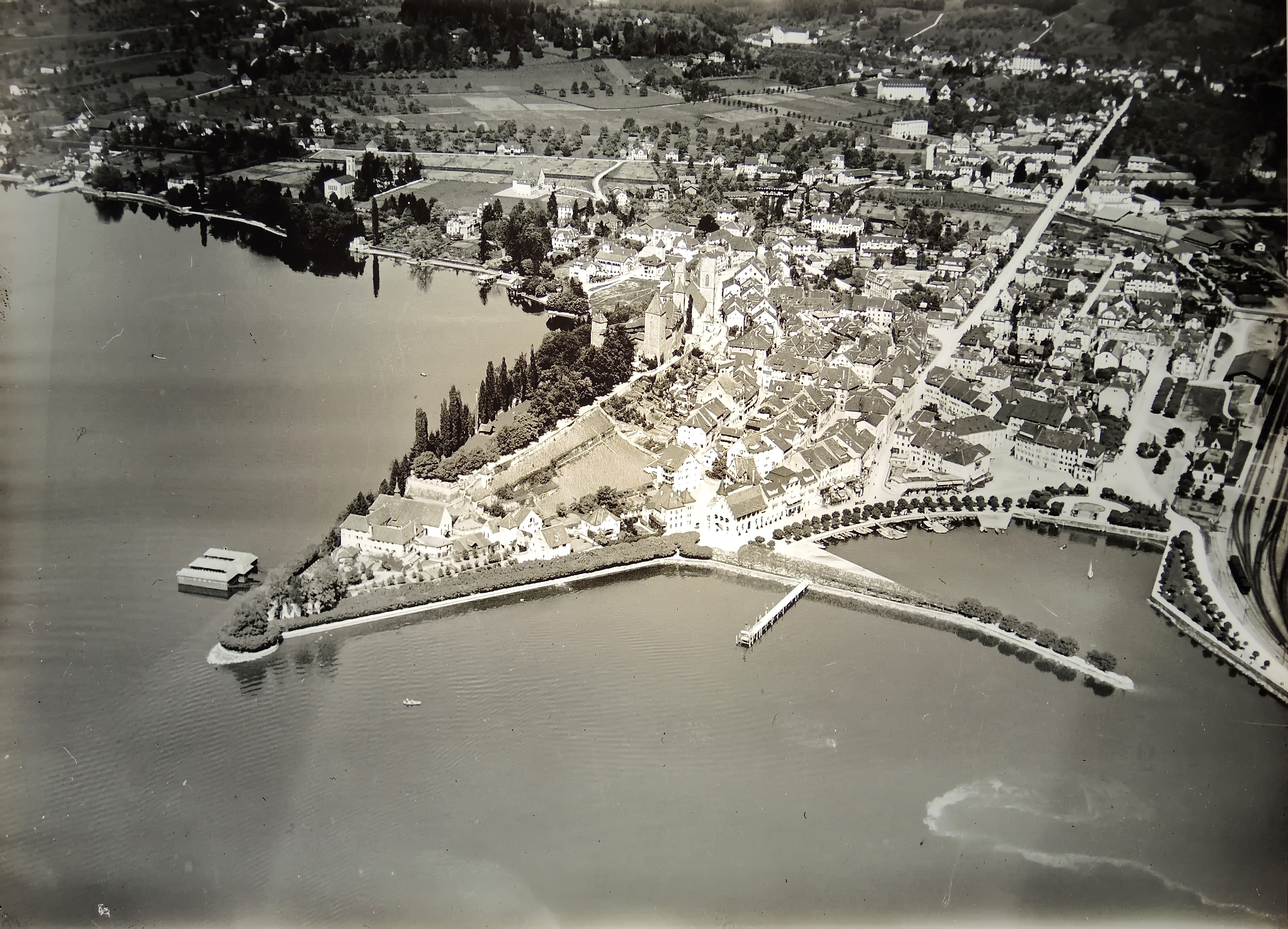
Flygbild av Rapperswil i Schweiz, 1919.
Spetsbergen, 1923.
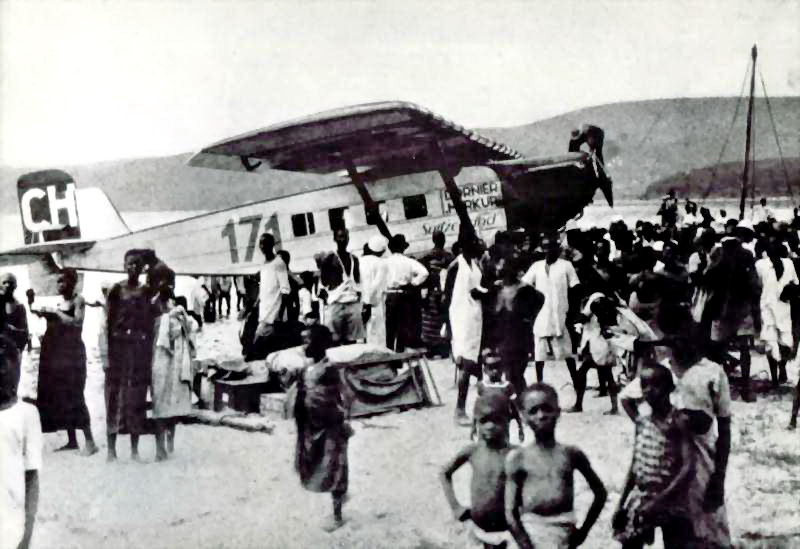
Ad Astra Aero Dornier Merkur (CH 191) i Kigocna i Kenya, 1927.
Kibovulkanen på Kilimanjaro, 1930.
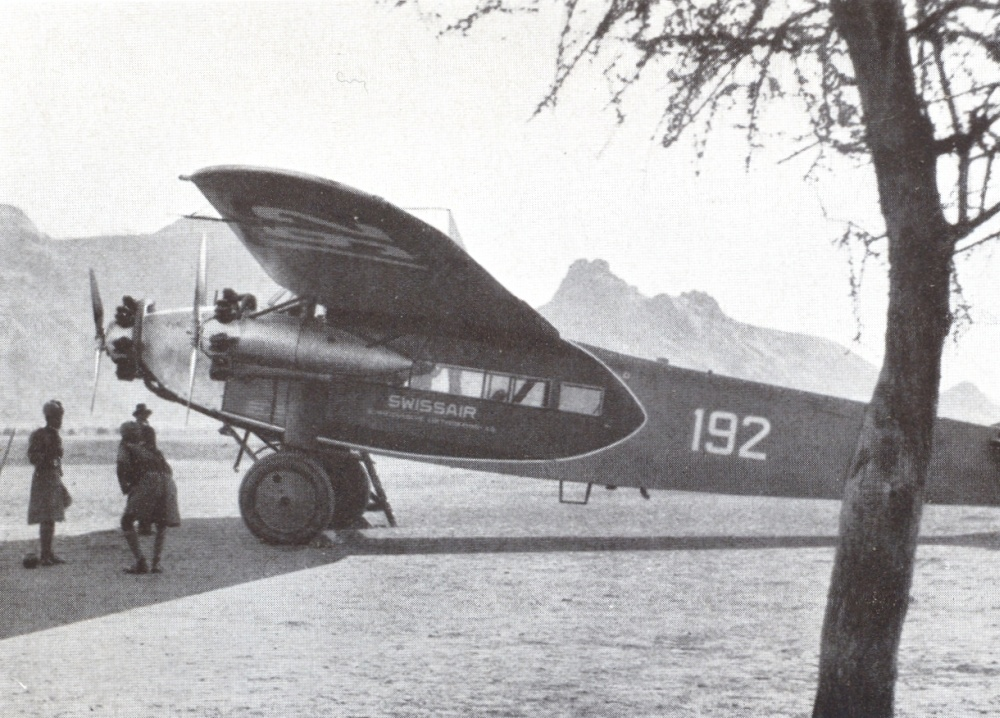
Swissair Fokker F. VIIb-3 m (CH-192) i Kassala i Sudan, februari 1934.